# Estigonematals
Les estigonematals (Stigonematales) són un ordre de cianobacteris filamentosos, amb filaments proveïts d'una ramificació veritable i recoberts per una beina aparent formada per diverses capes de mucílag. Presenten hormogonis i la majoria de les espècies també heterocists; rarament hi ha acinets.
El monofiletisme de les estigonematals s'ha posat en dubte en alguns estudis basats en anàlisis d'ADN, que arriben a la conclusió que són un grup polifilètic.

## Classificació
L'ordre Stigonematales inclou les següents famílies:
- Caposiraceae
- Fischerellaceae
- Loriellaceae
- Mastigocladaceae
- Nostochopsidaceae
- Stigonemataceae